# Luiz de Castro
Luiz de Castro (Campos Gerais, 11 de dezembro de 1936 - Pouso Alegre, Minas Gerais, 31 de dezembro de 2017) foi um compositor e cantor brasileiro. Suas músicas já foram gravadas por Tonico & Tinoco, Cascatinha & Inhana, Lourenço & Lourival, Pedro Bento & Zé da Estrada, Milionário & José Rico, Daniel, Trio Parada Dura, entre outros.
Luiz de castro faleceu na manhã do dia 31 de dezembro de 2017, um domingo, em Pouso Alegre, Minas Gerais onde estava internado em estado grave no Hospital das Clínicas Samuel Libânio, em decorrência de dois AVCs.